# Flash Gordon Conquers the Universe
Flash Gordon Conquers the Universe este un film SF, serial, american din 1940 regizat de Ford I. Beebe și Ray Taylor. În rolurile principale joacă actorii Harry C. Bradley, Larry "Buster" Crabbe, Shirley Deane.

## Distribuție
- Buster Crabbe ca Flash Gordon
- Carol Hughes ca Dale Arden

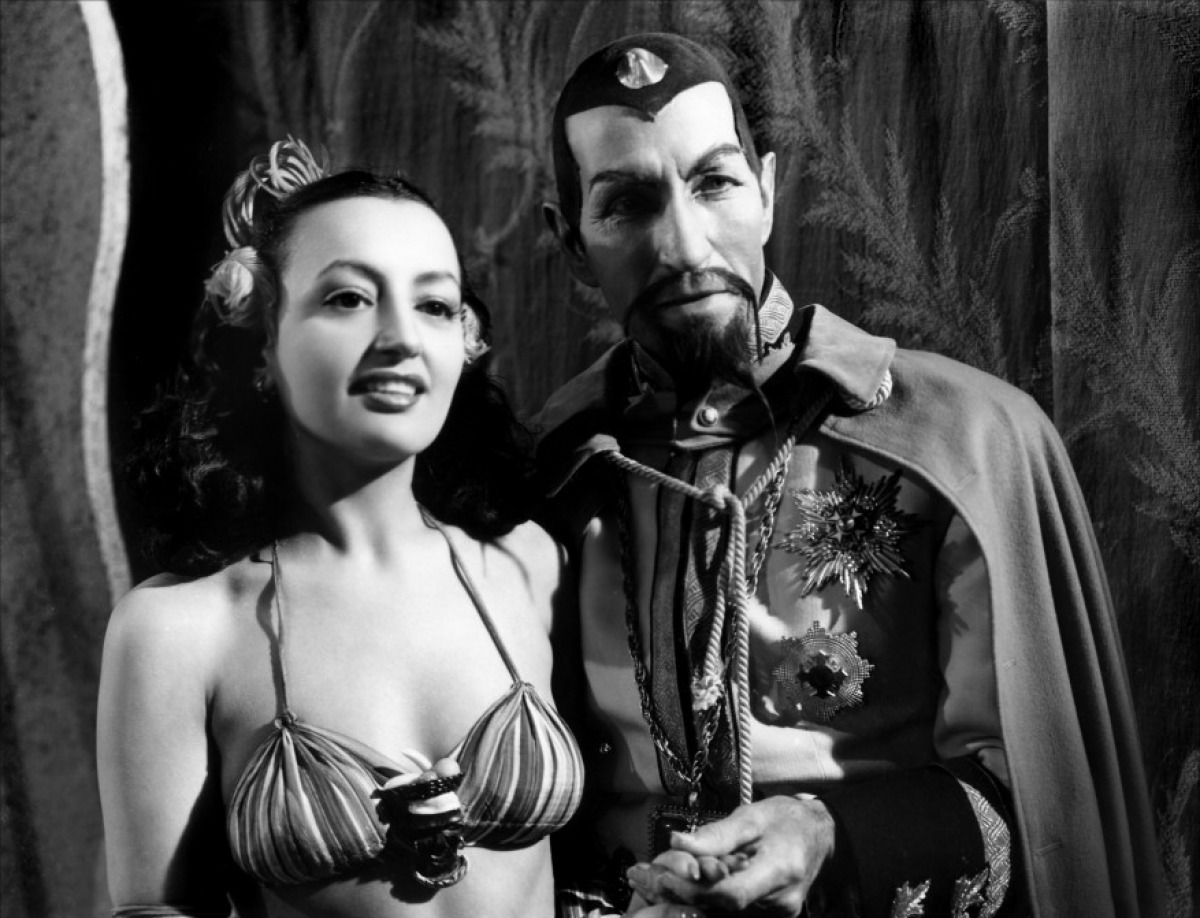
Imagine cu Shirley Deane și Charles Middleton

- Frank Shannon ca Dr. Alexis Zarkov
- Charles B. Middleton ca Ming the Merciless, portretizat ca dictator, și nu ca personaj Fu Manchu sau demonic așa cum apare în primele două seriale anterioare  Flash Gordon.[1]
- Roland Drew ca Prince Barin
- Shirley Deane ca Princess Aura
- Donald Curtis - Captain Ronal
- Lee Powell ca Roka
- Ron Rowan ca Officer Torch
- Victor Zimmerman ca Officer Thong
- Anne Gwynne ca Lady Sonja
- Edgar Edwards - Captain Turan
- William Royale - Captain Sudan
- Sigurd Nilssen - Count Korro
- Luli Deste ca Regina Fria
- Michael Mark ca Profesor Karm
- Byron Foulger ca Profesor Druk
- Ray Mala ca Prince of the Rock People

## Episoade (capitole)
1. The Purple Death
2. Freezing Torture
3. Walking Bombs
4. The Destroying Ray
5. The Palace of Horror
6. Flaming Death
7. The Land of the Dead
8. The Fiery Abyss
9. The Pool of Peril
10. The Death Mist
11. Stark Treachery
12. Doom of the Dictator

Sursa:

### Download or view online
- Flash Gordon Conquers the Universe at The Internet Archive

| - Chapter 1 este disponibil pentru descărcare gratuită la Internet Archive [mai mult] - Chapter 2 este disponibil pentru descărcare gratuită la Internet Archive [mai mult] - Chapter 3 este disponibil pentru descărcare gratuită la Internet Archive [mai mult] - Chapter 4 este disponibil pentru descărcare gratuită la Internet Archive [mai mult] - Chapter 5 este disponibil pentru descărcare gratuită la Internet Archive [mai mult] - Chapter 6 este disponibil pentru descărcare gratuită la Internet Archive [mai mult] | - Chapter 7 este disponibil pentru descărcare gratuită la Internet Archive [mai mult] - Chapter 8 este disponibil pentru descărcare gratuită la Internet Archive [mai mult] - Chapter 9 este disponibil pentru descărcare gratuită la Internet Archive [mai mult] - Chapter 10 este disponibil pentru descărcare gratuită la Internet Archive [mai mult] - Chapter 11 este disponibil pentru descărcare gratuită la Internet Archive [mai mult] - Chapter 12 este disponibil pentru descărcare gratuită la Internet Archive [mai mult] |